# Infinitiv
Infinitiv är en grammatisk term som används för att hänvisa till vissa verbformer som finns på många språk. Som med många språkvetenskapliga begrepp finns det inte en enda definition som gäller för alla språk. Ordet härstammar från senlatin infinitivus, en derivation av infinitus, ”oändlig”. Infinitiv används mest som infinita verb.
Infinitiv brukar fungera som samlingsbegrepp för futurum infinitiv, perfekt infinitiv och presens infinitiv. Dessa former kan anta såväl aktiv som passiv form.
I svenskan (och många andra språk som saknar egna former för både futurum infinitiv och perfekt infinitiv) åsyftar infinitiv ofta presens infinitiv. Futurum infinitiv och perfekt infinitiv finns dock även i svenskan som icke-egna former. Infinitivmärket i svenskan är att.
Exempel på svenska:
- Presens infinitiv: att bära (aktivum) och att bäras (passivum)
- Futurum infinitiv: att skola bära (aktivum) och att skola bäras (passivum)
- Perfekt infinitiv: att ha burit (aktivum) och att ha burits (passivum)

## Infinitivfras
En infinitivfras är en fras vars huvudord står i infinitiv.
De älskar att äga!
Att vara eller inte vara, det är frågan